# آراندا د منکایو
آراندا د منکایو (به اسپانیایی: Aranda de Moncayo) یک دهستان در اسپانیا است که در استان ساراگوسا واقع شده‌است. آراندا د منکایو ۹۰ کیلومتر مربع مساحت و ۲۲۰ نفر جمعیت دارد.